# Bruno Major
Bruno Major (Northampton, Inglaterra, Reino Unido; 15 de julio de 1988) es un cantautor y guitarrista británico. El año 2017 lanzó su álbum debut titulado A Song for Every Moon.

## Carrera
El 21 de enero de 2014, Major lanzó el EP de cuatro canciones Live en Virgin Records, donde trabajó con el productor Ethan Johns antes de ser liberado del sello. En agosto de 2016, Major anunció que escribiría, grabaría y lanzaría una canción cada mes durante un año, lo que resultó en el álbum de R&B de 12 canciones A Song for Every Moon, lanzado el 3 de noviembre de 2017.
En noviembre de 2017, realizó la gira The Trio Tour en seis ciudades de Estados Unidos y Europa. En 2018 se embarcó en una gira por América del Norte, seguida de una gira por el Reino Unido como telonero de Sam Smith, una gira principal por Europa y el Reino Unido, y una gira principal por los Estados Unidos. Apareció en The Late Late Show with James Corden el 22 de febrero de 2018, en su primera actuación en televisión, interpretando su canción «Easily». En junio de 2018, actuó en su primer festival estadounidense, Bonnaroo Music Festival. En septiembre y octubre, realizó una gira por Asia por primera vez.
El 19 de febrero de 2019, Major lanzó una versión revisada de «Old Fashioned» de su EP Live. Después de eso, lanzó una serie de cinco sencillos más durante el año, hasta el 20 de marzo de 2020, cuando Major anunció su segundo álbum de larga duración, To Let a Good Thing Die , que se lanzó el 5 de junio de 2020. El álbum contó con el productor y músico Finneas O'Connell como coescritor de la canción «The Most Beautiful Thing».
«Easily» fue certificado oro en Australia en julio de 2021. Su sencillo de 2020 «Nothing» alcanzó el puesto 63 en la lista Irish Singles Chart de Irlanda en noviembre de 2021.

## Vida personal
Major es originario de Northampton, Inglaterra. Se mudó a Londres en 2011. Originalmente músico de jazz, comenzó su carrera como guitarrista de sesión a los 16 años, para artistas como Lalah Hathaway. Major también estudió una licenciatura en jazz en el Leeds Conservatoire (anteriormente conocido como Leeds College of Music).
Es el hermano mayor de Dominic 'Dot' Major, miembro de la banda inglesa London Grammar.

## Discografía

### Álbumes de estudio
- 2017: A Song for Every Moon
- 2020: To Let a Good Thing Die
- 2023: Columbo

### EP
- 2014: Live

### Colaboraciones
- 2017: «Shelter» - MJ Cole feat. Bruno Major

### Escritor y productor
| Año  | Artista         | Álbum                     | Canción                     | Créditos            |
| ---- | --------------- | ------------------------- | --------------------------- | ------------------- |
| 2016 | Liv Dawson      | s/a                       | «Tapestry»                  | Escritor, productor |
| 2016 | Liv Dawson      | Open Your Eyes            | «Still»                     | Escritor, productor |
| 2016 | Liv Dawson      | Open Your Eyes            | «Open Your Eyes»            | Escritor            |
| 2016 | SG Lewis        | Yours (EP)                | «Yours»                     | Escritor            |
| 2016 | SG Lewis        | Yours (EP)                | «Holding Back»              | Escritor            |
| 2016 | SG Lewis        | Yours (EP)                | «Gone»                      | Escritor            |
| 2017 | Jack Vallier    | Rebekah                   | «Good for You»              | Escritor, productor |
| 2017 | Jack Vallier    | Rebekah                   | «The Boy You Knew»          | Escritor, productor |
| 2017 | SG Lewis        | s/a                       | «Times We Had»              | Escritor            |
| 2017 | Sarah Close     | Caught Up                 | «Perfect After All»         | Escritor, productor |
| 2017 | XamVolo         | s/a                       | «Old Soul»                  | Escritor, productor |
| 2017 | Liv Dawson      | s/a                       | «Somewhere Good»            | Escritor, productor |
| 2017 | Eliza           | A Real Romantic           | «Alone & Unafraid»          | Escritor, productor |
| 2017 | Tom Chaplin     | Twelve Tales of Christmas | «Say Goodbye»               | Escritor            |
| 2018 | Aquilo          | ii                        | «The Road Less Wandered»    | Escritor            |
| 2018 | SG Lewis        | Dark (EP)                 | «Dreaming»                  | Escritor            |
| 2019 | MJ Cole         | Waking Up (EP)            | «Mercy»                     | Escritor            |
| 2019 | MJ Cole         | Waking Up (EP)            | «Serotonin»                 | Escritor            |
| 2019 | SG Lewis        | Dawn (EP)                 | «Rest»                      | Escritor            |
| 2019 | Tori Kelly      | Inspired by True Events   | «Sorry Would Go a Long Way» | Escritor            |
| 2019 | Tori Kelly      | Inspired by True Events   | «Before the Dawn»           | Escritor            |
| 2020 | Lianne La Havas | Lianne La Havas           | «Read My Mind»              | Escritor            |